# 陈章水
陈章水（1959年—），福建永泰人，汉族，中华人民共和国政治人物、第十一届全国人民代表大会安徽地区代表。
毕业于南京化工学院无机材料学专业。加入民建。担任安徽合肥水泥研究设计院副院长。2008年起担任全国人大代表。